# الهام محمدوف
الهام محمدوف (ترکی آذربایجانی: İlham Məmmədov؛ زادهٔ ۱ ژانویهٔ ۱۹۷۰) بازیکن فوتبال اهل جمهوری آذربایجان است.
از باشگاه‌هایی که در آن بازی کرده‌است می‌توان به باشگاه فوتبال نفتچی باکو، باشگاه فوتبال توران توووز، باشگاه فوتبال گویازان قزاق، باشگاه فوتبال کپز، باشگاه فوتبال قره‌باغ، و باشگاه فوتبال انرگتیک اشاره کرد.
وی همچنین در تیم ملی فوتبال جمهوری آذربایجان بازی کرده‌است.